# Томлинсон, Рэй
Рэй Томлинсон (англ. Ray Samuel Tomlinson) (23 апреля 1941, Амстердам, Нью-Йорк — 5 марта 2016) — американский инженер компьютерной компании BBN Technologies («Болт, Беранек и Ньюмен»; Кембридж, Массачусетс). Разработал аналого-цифровые гибридные синтезаторы речи. Является изобретателем электронной почты, соединившей в 1971 году пользователей удалённых компьютеров сети ARPANET. Добавил поддержку сервиса e-mail к функциональным возможностям сети, выбрав символ @ (at-sign), чтобы обозначить принадлежность почтовых адресов определённым хостам. Разработал программное обеспечение TENEX, позволяющее компьютерам обмениваться текстовыми сообщениями. Кроме того, он разработал программу CPYNET, которая позволяла пересылать файлы и обеспечивала их сохранность.
В 2009 году награждён премией принца Астурийского в категории «Технические и научные исследования».
В 2012 году вошёл в Зал славы Интернета в категории «Инноваторы».